# 2008年巴基斯坦大選
2008年巴基斯坦國會選舉是巴基斯坦的一次國民議會選舉，本定於2008年1月8日舉行，但因為貝娜齊爾·布托遇刺事件的發生而延遲至同年2月18日舉行。

## 背景
在2007年10月總統選舉中，通过政變上台的佩尔韦兹·穆沙拉夫將軍连任成功。然而自2004年以來，巴基斯坦恐怖主義事件急劇增加。11月3日，穆沙拉夫宣布緊急狀態，選舉一度被無限期延後。然而，後來穆沙拉夫表示选举將按計劃舉行，日期根据選舉委員會建議為1月8日。
2007年12月27日，貝娜齊爾·布託在離開拉瓦爾品第集會時被暗殺，給即将举行的大選帶來了巨大衝擊。布托遇刺引發了大選是否會推遲的許多疑問。致命襲擊發生後，穆沙拉夫與其他政府官員舉行了緊急會議，但表示「尚未就是否推遲全國選舉做出決定」。
暗杀事件后，人民黨隨後決定按照貝娜齊爾·布托遺囑中的要求，任命貝娜齊爾·布託的兒子比拉瓦尔·布托·扎尔达里為新黨首，貝娜齊爾丈夫阿西夫·阿里·扎尔达里為共同領導人，該黨還表示選舉應按計畫舉行。選舉委員會在舉行會議後宣布，不再可能在1月8日舉行投票，選舉將於2月18日舉行。

## 選舉制度
國民議會（巴基斯坦国会下議院）共有342個席位，其中272席以單議席選區選出，60個預留予女性的席位和10個預留予少數族群的席位以各政黨在地方選區所得議席比例分配。

## 重要議題

### 恐怖主義
美國一直认为巴基斯坦在協助反恐戰爭方面做得不夠。穆沙拉夫否認了這種說法，他表示：「打擊恐怖主義和極端主義，無論是蓋達組織還是塔利班，如果沒有巴基斯坦的合作，就永遠不會成功，巴基斯坦是唯一在這兩方面都做到了最大限度的國家。不过反對派，特別是宗教原教旨主义的聯合行動大會，反對巴基斯坦在反恐戰爭中充當美國的盟友。

### 選舉公平性
為了確保選舉透明公平，選舉進程公民小組（CGEP）已向巴基斯坦選舉委員會和各政黨提出了選舉行為準則，要求所有利害關係人應儘早一套規則達成一致，以便為大選提供公平的競爭環境。另外自由公平選舉網絡（FAFEN）在選舉監督中發揮了至關重要的作用。部分反對黨呼籲總統穆沙拉夫辭職，以確保看守政府領導下的自由和公正的選舉。
另外前巴基斯坦总理乔杜里·舒贾特声称，美国操控了2008年大选的结果。在2017年3月31日的一次巴基斯坦第五频道的电视采访中表示，美国当局与时任参议员的乔·拜登在2008年大选前两天访问了他位于拉合尔的住所，并称如果执政的巴基斯坦穆斯林聯盟領袖派赢得选举，美国将不接受选举结果。
2007年7月8日反對黨，包括巴基斯坦人民黨、巴基斯坦穆斯林聯盟謝里夫派等，發表了選舉要求宣言，宣言有以下條款：
- 組成具全國共識的看守政府，與反對黨協商，舉行自由、公平和誠實的選舉。看守政府成員不得參加選舉。
- 與反對黨協商後任命中立的選舉委員會成員。
- 大選前三個月解散地方政府。
- 看守政府應任命選舉委員會、聯邦、省和地區政府中無政治派別的官員。
- 廢除所有歧視性選舉法，確保公平的競爭環境和公平選舉提案的實施。
- 執行共同商定的舉行公平和自由選舉的標準。
- 不斷检视為確保自由、公平和誠實的選舉而採取的措施，並以協商一致方式形成决议，包括在極端情況下抵制選舉。
- 共同堅決抵制执政当局以緊急狀態或其他藉口推遲大選的陰謀。
- 為推翻巴基斯坦獨裁政權而進行集體鬥爭，並將武裝部隊的作用限制在1973年憲法規定的範圍內。要求關閉所有軍事、安全和情報機構的政治單位。

## 政黨
| 政党名称                       | 黨旗 | 意识形态         | 政治光谱 |
| ------------------------------ | ---- | ---------------- | -------- |
| 巴基斯坦人民党                 |      | 社民主义         | 中间偏左 |
| 巴基斯坦穆斯林联盟（谢里夫派） |      | 財政保守主義     | 中间偏右 |
| 巴基斯坦穆斯林聯盟領袖派       |      | 巴基斯坦民族主義 | 中间偏右 |
| 统一民族运动                   |      | 社会自由主义     | 中间偏左 |
| 人民民族黨                     |      | 民主社会主义     | 左翼     |
| 聯合行動大會                   |      | 原教旨主義       | 极右派   |

## 選前暴力事件
在選舉前幾週，發生了幾起針對左翼政客和政治集會的攻擊事件。最严重的是2月16日，人民黨候選人裡亞茲·沙阿位於帕拉吉納爾的住所外又發生一起自殺式汽车炸弹襲擊，造成37人死亡、93人受傷。

## 結果

2008年巴基斯坦國民議會選舉結果

| 政黨 | 黨旗 | 國民議會 | 旁遮普省 | 信德省 | 西北邊境省 | 俾路支省 |
| --- | ---- | -------- | -------- | ------ | ---------- | -------- |
| 巴基斯坦人民黨 |      | 87       | 76       | 64     | 17         | 7        |
| 巴基斯坦穆斯林聯盟謝里夫派                                                                                             |      | 66       | 102      | 4      | 5          | 0        |
| 巴基斯坦穆斯林聯盟領袖派                                                                                               |      | 38       | 61       | 9      | 6          | 17       |
| 统一民族运动 |      | 19       | 0        | 38     | 0          | 0        |
| 人民民族黨 |      | 10       | 0        | 2      | 29         | 1        |
| 聯合行動大會 - 伊斯蘭烏裡瑪大會 - 伊斯蘭大會黨（抵制選舉） - 巴基斯坦神學者協會（抵制選舉） - 伊斯蘭運動黨（抵制選舉） |      | 3        | 2        | 0      | 8          | 6        |
| 巴基斯坦穆斯林聯盟機能團體派                                                                                           |      | 3        | 2        | 5      | 0          | 0        |
| 巴基斯坦人民黨謝爾寶派                                                                                                 |      | 1        | 0        | 0      | 5          | 0        |
| 俾路支民族黨 |      | 1        | 0        | 0      | 0          | 5        |
| 獨立參選（其他） |      | 30       | 33       | 6      | 6          | 11       |
| 巴基斯坦正義運動黨（抵制選舉）                                                                                         |      | -        | -        | -      | -          | -        |
| 巴基斯坦遜尼派運動黨（抵制選舉）                                                                                       |      | -        | -        | -      | -          | -        |
| |      |          |          |        |            |          |
| 普選總席位 |      | 272      | 297      | 130    | 99         | 51       |
| 保障席位（女性） |      | 60       | 66       | 29     | 22         | 11       |
| 保障席位（少數民族）                                                                                                   |      | 10       | 9        | 8      | 3          | 3        |
| 總席位 |      | 342      | 371      | 168    | 124        | 65       |
| 資料來源： Geo TV，All Things Pakistan & Dawn Newspaper（页面存档备份，存于）                                          |      |          |          |        |            |          |

## 后续
由於對穆沙拉夫的普遍不信任，人民黨与穆盟謝里夫派组成穆斯林聯盟，在2008年3月成功達成協議同意組成聯合政府。巴基斯坦人民党任命优素福·拉扎·吉拉尼为总理，而不是更具民众支持的阿明·法希姆，吉拉尼在获得国民议会同意成为总理。吉拉尼宣誓就职并任命内阁后，开始致力于削弱穆沙拉夫的权力并巩固自己的权力。2008年8月18日穆沙拉夫在執政聯盟、3個省議會以及軍方的反對下被迫辭職，9月6日巴基斯坦选举人民党主席阿西夫·阿里·扎尔达里成为新总统。